# 게일런 루프
게일런 루프(Galen Rupp, 1986년 5월 8일 ~ )는 미국의 장거리 달리기 선수이다. 2012년 하계 올림픽에서 10000m 종목에서 은메달, 2016년 하계 올림픽 육상 남자 마라톤에서 동메달을 기록했다.

## 같이 보기
- 2016년 하계 올림픽 육상